# Föreningen för kvinnans politiska rösträtt i Söderköping
Föreningen för kvinnans politiska rösträtt i Söderköping, även kallad Söderköpingsföreningen för kvinnans politiska rösträtt, var Söderköpings lokalförening inom Landsföreningen för kvinnans politiska rösträtt (LKPR). Föreningen bildades 1907 och var verksam lokalt i Söderköping för införandet av kvinnors rösträtt i Sverige.
Bland aktiviteterna fanns föredrag, samkväm, insamling av medel och förhandlingar om samarbete med andra organisationer.

## Historik
Föreningen för kvinnans politiska rösträtt i Söderköping bildades 30 november 1907 efter ett föredrag av Anna Lindhagen. Till ordförande valdes Judit Kämpe. Den 14 september 1908 höll Gulli Petrini ett offentligt föredrag om "Kvinnans politiska rösträtt". År 1909 häll Frigga Carlberg en offentlig föreläsning om "Är politisk rösträtt oförenlig med kvinnans uppgift att producera människolycka?". Under detta år bildades även en läsklubb i föreningen.

## Ordförande
- 1907–1908: Judit Kämpe
- 1908–1914: Annie Nyström
- 1914–1919: Malla Grönlund
- 1919–1921: Bea Wahlgren